# Janus Robberts
Jan Mattheus Robberts (Louis Trichardt, 10 marzo 1979) è un ex pesista e discobolo sudafricano.
Ha un primato personale nel getto del peso di 21,97 m che è anche il record continentale africano. In carriera ha vinto 3 titoli africani: due nel peso (2002, 2004) e uno nel disco (2002). È stato, fino al 2009, primatista mondiale juniores nel getto del peso, con l'attrezzo da 7,260 kg, con la misura di 20,39 m.

## Progressione

### Getto del peso outdoor
| Stagione | Risultato | Luogo          | Data      | Rank. Mond. |
| -------- | --------- | -------------- | --------- | ----------- |
| 2010     | 17,72 m   | Port Elizabeth | 19-2-2010 | 274º        |
| 2009     | 20,20 m   | Stellenbosch   | 27-2-2009 | 39º         |
| 2008     | 19,15 m   | Pretoria       | 7-3-2008  | 99º         |
| 2007     | 19,31 m   | Pretoria       | 10-3-2007 | 86º         |
| 2006     | 21,06 m   | Pretoria       | 27-1-2006 | 9º          |
| 2005     | 20,43 m   | Siviglia       | 4-6-2005  | 25º         |
| 2004     | 21,24 m   | Praga          | 28-6-2004 | 6º          |
| 2003     | 20,27 m   | Walnut         | 19-4-2003 | 32º         |
| 2002     | 21,60 m   | Baton Rouge    | 1-6-2002  | 4º          |
| 2001     | 21,97 m   | Eugene         | 2-6-2001  | 1º          |
| 2000     | 20,34 m   | Fort Worth     | 22-4-2000 | 24º         |
| 1999     | 20,10 m   | Boise          | 5-6-1999  | 21º         |
| 1998     | 20,39 m   | Germiston      | 7-3-1998  | 16º         |
| 1997     | 18,61 m   | Harare         | 20-7-1997 | 106º        |

### Getto del peso indoor
| Stagione | Risultato | Luogo        | Data      | Rank. Mond. |
| -------- | --------- | ------------ | --------- | ----------- |
| 2006     | 19,39 m   | Mosca        | 10-3-2006 | 50º         |
| 2004     | 20,42 m   | Lubbock      | 23-1-2004 | 16º         |
| 2002     | 21,47 m   | Norman       | 1-12-2001 | 3º          |
| 2001     | 21,36 m   | Reno         | 24-2-2001 | 2º          |
| 2000     | 19,84 m   | Fayetteville | 10-3-2000 | 22º         |
| 1999     | 18,73 m   | Indianapolis | 10-3-1999 | 59º         |

### Lancio del disco
| Stagione | Risultato | Luogo          | Data      | Rank. Mond. |
| -------- | --------- | -------------- | --------- | ----------- |
| 2009     | 56,53 m   | Stellenbosch   | 14-3-2009 | 217º        |
| 2008     | 51,87 m   | Stellenbosch   | 15-3-2008 | 509º        |
| 2006     | 56,65 m   | Port Elizabeth | 11-2-2006 | 187º        |
| 2002     | 62,37 m   | Baton Rouge    | 31-5-2002 | 51º         |
| 2001     | 60,28 m   | Arlington      | 5-5-2001  | 84º         |
| 2000     | 59,51 m   | El Paso        | 20-5-2000 | 111º        |
| 1999     | 61,18 m   | Denton         | 8-5-1999  | 68º         |
| 1998     | 58,34 m   | Città del Capo | 20-3-1998 | 131º        |
| 1997     | 54,90 m   | Pretoria       | 21-3-1997 | 256º        |

## Palmarès
| Anno | Manifestazione               | Sede         | Evento           | Risultato | Misura  | Note                                     |
| ---- | ---------------------------- | ------------ | ---------------- | --------- | ------- | ---------------------------------------- |
| 1997 | Campionati africani juniores | Ibadan       | Getto del peso   | Oro       | 18,55 m | Record dei campionati                    |
| 1997 | Campionati africani juniores | Ibadan       | Lancio del disco | Oro       | 54,55 m |                                          |
| 1998 | Mondiali juniores            | Annecy       | Getto del peso   | Argento   | 18,15 m |                                          |
| 1998 | Mondiali juniores            | Annecy       | Lancio del disco | 7º        | 55,63 m |                                          |
| 1998 | Commonwealth                 | Kuala Lumpur | Getto del peso   | 5º        | 19,15 m |                                          |
| 1999 | Mondiali                     | Siviglia     | Getto del peso   | 20º       | 19,37 m |                                          |
| 2000 | Olimpiadi                    | Sydney       | Getto del peso   | 7º        | 20,32 m |                                          |
| 2001 | Mondiali                     | Edmonton     | Getto del peso   | 11º       | 20,18 m |                                          |
| 2002 | Campionati africani          | Radès        | Getto del peso   | Oro       | 19,73 m |                                          |
| 2002 | Campionati africani          | Radès        | Lancio del disco | Oro       | 54,32 m |                                          |
| 2002 | Commonwealth                 | Manchester   | Getto del peso   | Argento   | 19,97 m |                                          |
| 2002 | Commonwealth                 | Manchester   | Lancio del disco | 7º        | 57,02 m |                                          |
| 2003 | Mondiali                     | Parigi       | Getto del peso   | 26º       | 19,02 m |                                          |
| 2004 | Mondiali indoor              | Budapest     | Getto del peso   | 17º       | 19,41 m |                                          |
| 2004 | Campionati africani          | Brazzaville  | Getto del peso   | Oro       | 21,02 m |                                          |
| 2004 | Olimpiadi                    | Atene        | Getto del peso   | 20º       | 19,41 m |                                          |
| 2006 | Mondiali indoor              | Mosca        | Getto del peso   | 13º       | 19,39 m | Miglior prestazione personale stagionale |
| 2006 | Campionati africani          | Bambous      | Getto del peso   | Argento   | 17,88 m |                                          |
| 2006 | Commonwealth                 | Melbourne    | Getto del peso   | Oro       | 19,76 m |                                          |
| 2006 | Commonwealth                 | Melbourne    | Lancio del disco | 9º        | 55,57 m |                                          |
| 2008 | Campionati africani          | Addis Abeba  | Getto del peso   | Bronzo    | 16,44 m |                                          |

## Altre competizioni internazionali
2000
- Argento al Dublin International Games Morton Stadium ( Dublino), getto del peso - 19,34 m

2002
- 12º all Helsinki Grand Prix ( Helsinki), getto del peso - 19,28 m
- Bronzo al Meeting Internazionale Città di Rieti ( Rieti), getto del peso - 20,24 m
- 4º alla Coppa del mondo di atletica leggera ( Madrid), getto del peso - 20,00 m

2004
- 5º agli FBK Games ( Hengelo), getto del peso - 20,04 m
- Argento al Meeting de Atletismo Siviglia ( Siviglia), getto del peso - 20,73 m
- Oro al Meeting Lille Metropole ( Villeneuve-d'Ascq), getto del peso - 20,28 m
- Oro al Memorial Josefa Odlozila ( Praga), getto del peso - 21,24 m
- Oro al XVIII Meeting di Padova ( Padova), getto del peso - 20,92 m
- 4º al Memorial Van Damme ( Bruxelles), getto del peso - 20,98 m
- 5º alla World Athletics Final ( Monaco), getto del peso - 20,14 m

2005
- Oro all'ABSA Series Final ( Pretoria), getto del peso - 19,54 m
- 10º al Qatar Athletic Super Grand Prix ( Doha), getto del peso - 18,91 m
- 4º al Meeting de Atletismo Siviglia ( Siviglia) , getto del peso - 20,43 m
- 7º al Golden Spike Ostrava ( Ostrava), getto del peso - 19,40 m
- 5º al Memorial Josefa Odlozila ( Praga), getto del peso - 19,57 m
- 8º al Meeting de Atletismo Madrid ( Madrid), getto del peso - 19,61 m
- 7º al Norwich Union Super Grand Prix ( Londra), getto del peso - 19,53 m
- 9º al Helsinki Grand Prix ( Helsinki), getto del peso - 19,18 m

2007
- Oro al Yellow Pages Track and Field Series ( Tshwane), getto del peso - 19,31 m